# Ligninase
Une ligninase est une oxydoréductase fongique extracellulaire qui catalyse la dégradation de la lignine par oxydation. La lignine est un polymère constituant une fraction importante de la paroi cellulaire des plantes. Ces enzymes, parmi lesquelles on compte la lignine peroxydase, la manganèse peroxydase, la peroxydase polyvalente (en) et des enzymes oxydant les phénols de type laccase, devraient plus justement être appelées enzymes de modification de la lignine, car ce ne sont pas des hydrolases.
Ces enzymes sont produites par plusieurs espèces de champignons telles que Phanerochaete chrysosporium (en), Ceriporiopsis subvermispora, Trametes versicolor, Phlebia radiata, Pleurotus ostreatus et Pleurotus eryngii. On les trouve également chez les Basidiomycota tels que Agaricus bisporus et de nombreuses espèces de Coprinus et d’Agrocybe.
Des enzymes apparentées ont également été observées chez des espèces de bactéries filamenteuses telles que Streptomyces viridosporus T7A, Streptomyces lavendulae REN-7 et Clostridium stercorarium (en) ; cependant, la dégradation efficace de la lignine n'a pu être réalisée qu'avec des peroxydases fongiques et des laccases combinées à des composés à transfert de charge. 